# 大麥克斯
大麥克斯式自行火炮（10.5 cm K gepanzerte Selbstfahrlafette (10.5 cm K -gp.Sfl.-)，10.5厘米自行火炮），是一款納粹德國於二戰期間研發的自行火炮。該車使用四號坦克的底盤，裝備一門安裝在固定戰鬥室上的105毫米加農炮。這款火炮本來計畫用於摧毀法國在馬其諾防線上的地堡，但最後法國在開戰後數月即告投降。這款自行火炮的試驗型最終在下線後投入到了東線戰場上。

## 歷史
大麥克斯式自行火炮的研發開始於1939年。研發工作由克虜伯負責。最初，這款自行火炮計畫用於摧毀馬其諾防線上的重型目標，但在法國投降後，又決定將其改爲重型反坦克自行火炮。軍方總共訂購了兩輛大麥克斯的試驗車。這兩輛試驗車於1941年1月完成，並在1941年3月31日開復東線戰場。按計畫，如果它通過了隨後的實戰測試，就會在1942年春之前開始量產。
兩輛試驗車分配到了納粹德國第521反坦克營。其後，一輛試驗車意外起火，無法再使用。另外一輛則一直服役到1941年末期。克虜伯隨後又對倖存下來的一輛試驗車進行了改造，並在1942年夏納粹德國進攻蘇聯的藍色行動中重新回到521反坦克營。這輛試驗車的作戰記錄一直持續到1943年，但最終這款自行火炮並未投入量產。